# Nukleosid-modifizierte mRNA

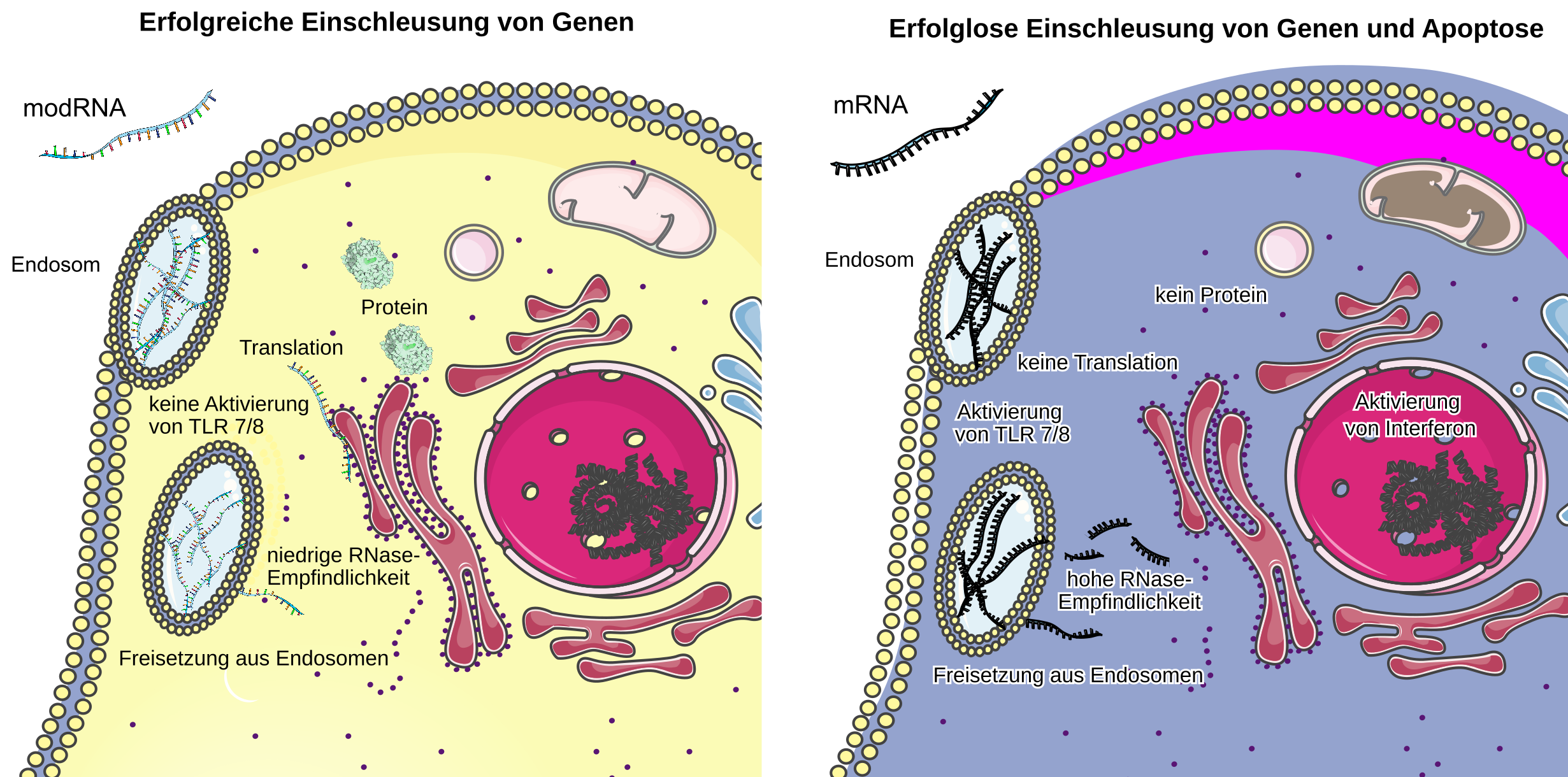
Vergleich der Aufnahme von modRNA und mRNA in der Zelle

Nukleosid-modifizierte Messenger-RNA (modRNA) ist eine synthetische, chemisch modifizierte Boten-Ribonukleinsäure (mRNA), in der einzelne Nukleoside durch andere natürliche modifizierte Nukleoside oder durch synthetische Nukleosid-Analoga ersetzt sind. modRNA wird experimentell oder therapeutisch eingesetzt, um in bestimmten Zellen die Produktion eines gewünschten Proteins zu induzieren.
Ein wesentliches Element ist die Ersetzung des Nukleosids Uridin durch Pseudouridin, was zuerst von Katalin Karikó und ihrem Team entwickelt und 2008 veröffentlicht wurde. Die erste lebensverlängernde Wirkung von modRNA wurde 2011 von einem Team um Michael Kormann in einem Mausmodell einer letalen Lungenerkrankung gezeigt.
Ein wichtiger Anwendungsbereich ist die Herstellung von COVID-19-Impfstoffen.

## Voraussetzungen
In einer Zelle entsteht mRNA dadurch, dass ein Ribonukleinsäure (RNA)-Strang nach einer Desoxyribonukleinsäure (DNA)-Vorlage synthetisiert wird, wobei der codogene Strangabschnitt als Matrize dient. Dieser Vorgang wird als Transkription bezeichnet. Die mRNA wird dann an Ribosomen abgelesen und dient dabei ihrerseits als Bauplan für die Synthese von Proteinen, indem sie deren Aminosäuresequenz vorgibt. Den zuletzt beschriebenen Vorgang der Proteinbiosynthese bezeichnet man als Translation.

## Prinzip und Nutzen der Nukleosidmodifikation

Ein Ribosom (in grün) stellt ein in einer mRNA (dargestellt als Band aus Nuklotiden) codiertes Protein (dargestellt als Perlenkette aus Aminosäuren) her.

Wenn man Zellen veranlassen will, Proteine zu synthetisieren, die sie normalerweise nicht herstellen, kann man modRNA einsetzen, in deren Nukleotidsequenz die Aminosäuresequenz dieser Proteine codiert ist. Die in vitro synthetisierte mRNA muss dann in den Organismus eingebracht, zum Beispiel injiziert, in die Zielzellen aufgenommen und dort abgelesen werden. Auf die Weise erfolgt also eine Translation ohne vorherige Transkription. Man schmuggelt sozusagen in die Zellen einen Bauplan für fremde Proteine ein. Um dieses Ziel zu erreichen, muss man aber Systeme umgehen, die im menschlichen Organismus dazu da sind, das Eindringen und die Translation fremder mRNA zu verhindern. Zum einen gibt es Enzyme (Ribonukleasen), die „normale“, also nicht modifizierte mRNA abbauen. Zum andern gibt es auch intrazelluläre Barrieren gegen fremde mRNA. Wenn Einzelstrang-RNA (ssRNA) über die Zellmembran in Endosomen aufgenommen wird, wird sie von den Toll-like-Rezeptoren 7 und 8, die zum angeborenen Immunsystem gehören, erkannt. Dies führt letztlich dazu, dass die Proteinsynthese in der Zelle abgeschaltet wird, dass Interferone und Zytokine ausgeschüttet werden und es über die Aktivierung der Transkriptionsfaktoren TNF-alpha und AP-1 zum programmierten Zelltod (Apoptose) kommen kann. Dies kann man umgehen, indem man das System zur in-vitro-Produktion der mRNA so modifiziert, dass statt des physiologischen Nukleosids Uridin das ähnliche (auch natürlich vorkommende) Pseudouridin (Ψ) oder N1-Methylpseudouridin (m1Ψ) oder statt Cytosin das 5-Methyl-Cytosin eingebaut werden. N1-Methyl-Pseudouridin und 5-Methyl-Cytosin kommen natürlicherweise nicht vor. Wenn eine mRNA ein oder zwei dieser abgeänderten Nukleoside enthält, führt das zu einer Änderung der Sekundärstruktur, was auf der einen Seite verhindert, dass sie vom angeborenen Immunsystem erkannt wird, zum anderen aber dennoch eine effektive Translation zu einem Protein erlaubt. Durch die Modifizierung wird also die Entzündungsreaktion deutlich verringert.

## Veränderung der Nukleotidsequenz („Designerproteine“)
Außer durch die Verwendung modifizierter Nukleoside kann man modRNA auch verändern, indem man die Nukleotidsequenz im Vergleich zu natürlich vorkommender, „originaler“ mRNA so variiert, dass ein etwas anderes Protein entsteht. Dies geschah zum Beispiel bei den unten aufgeführten COVID-19-Impfstoffen Tozinameran und mRNA-1273, um die Stabilität des Proteins in einer bestimmten Konformation zu erhöhen. Für diese Veränderung der Nukleotidsequenz und damit des Proteins wurde in der Literatur der Ausdruck „Mutation“ verwendet. Eine „Mutation“ im eigentlichen biologischen Sinne, nämlich eine dauerhafte Veränderung des Erbgutes, findet hier aber nicht statt.

## Bedeutung untranslatierter Regionen
Eine normale mRNA beginnt und endet mit Abschnitten, die nicht für Aminosäuren des eigentlichen Proteins codieren. Diese Sequenzen am 3′- und 5′-Ende eines mRNA-Strangs werden als untranslatierte Regionen (UTRs) bezeichnet. Die beiden UTRs an ihren Strangenden sind wesentlich für die Stabilität einer mRNA und ebenso einer modRNA wie auch für die Effizienz der Translation, also für die Menge des produzierten Proteins. Durch die Auswahl geeigneter UTRs bei der Synthese einer modRNA kann man die Produktion des Zielproteins in den Zielzellen optimieren.

## Hindernisse, Verwendung von Nanopartikeln
Wenn man modRNA in bestimmte Zielzellen einschleusen will, steht man vor verschiedenen Schwierigkeiten. Zum einen muss man die modRNA vor Ribonukleasen schützen. Das kann zum Beispiel dadurch geschehen, dass man sie in Lipidnanopartikel (Solid lipid nanoparticles) einpackt. Eine solche „Verpackung“ kann auch dazu beitragen, dass die modRNA in die Zielzellen aufgenommen wird. Dies ist zum Beispiel nützlich beim Einsatz in Impfstoffen, da Nanopartikel von dendritischen Zellen und Makrophagen aufgenommen werden, die beide eine wichtige Rolle in der Aktivierung des Immunsystems spielen.
Weiterhin kann es wünschenswert sein, dass die angewendete modRNA spezifisch in bestimmte Körperzellen eingebracht wird. Dies ist zum Beispiel der Fall, wenn man Herzmuskelzellen zur Vermehrung anregen will. Dann kann die verpackte modRNA zum Beispiel direkt intraarteriell in die Koronararterien injiziert werden.

## Risiken
Wenn die modRNA nicht in die Zielzellen, sondern in andere Zellen gelangt, können unerwünschte Effekte auftreten. Wenn zum Beispiel das codierte Protein eigentlich Herzmuskelzellen zur Zellvermehrung anregen soll, aber fälschlicherweise in anderen Zellen produziert wird, könnten so Wucherungen entstehen. Allerdings wird ein solcher negativer Effekt zeitlich dadurch limitiert, dass die modRNA trotz ihrer im Vergleich zu normaler mRNA erhöhten Stabilität letztlich doch abgebaut wird, ebenfalls die von ihr codierten Proteine.
Dass von modRNA Veränderungen am Genom der Zellen, also Mutationen, ausgelöst werden, ist unwahrscheinlich, kann jedoch nicht kategorisch ausgeschlossen werden. Da die Erbinformation als DNA (nicht als RNA) im Zellkern vorliegt, und modRNA nicht in den Zellkern gelangt, ist eine unmittelbare Insertion ausgeschlossen. Bei Retroviren ist hingegen Reverse Transkription als Mechanismus bekannt, um RNA-Information in DNA umzuschreiben und diese mittels Integrase ins Wirtsgenom einzuschleusen. Der hypothetische Fall, dass dabei eine zufällige Wechselwirkung mit eingebrachter modRNA auftritt, wird als unwahrscheinlich betrachtet. Insofern sind auch mögliche Folgen von Mutationen wie z. B. Krebsentstehung nicht zu erwarten.

## Einsatzgebiete
Das aktuell wichtigste Einsatzgebiet von modRNA ist die Produktion von COVID-19-Impfstoffen gegen SARS-CoV-2. Die Vakzine, die von der Firmen-Kooperation Biontech/Pfizer/Fosun (Tozinameran)  und Moderna (mRNA-1273) wie auch von anderen Unternehmen als Schutz vor einer COVID-19-Erkrankung entwickelt wurden, wenden modRNA-Technologien an. Die Impfstoffe der Firmen Biontech/Pfizer/Fosun und Moderna sind in einigen Staaten wie den USA oder den Mitgliedsstaaten der Europäischen Union zur Nutzung zugelassen und werden eingesetzt oder sollen bald eingesetzt werden. Der Impfstoff Zorecimeran des Herstellers Curevac verwendet dagegen unmodifizierte RNA.
Weitere Möglichkeiten einer Verwendung von modRNA sind die Regeneration von geschädigtem Herzmuskelgewebe und die Krebstherapie.